# Jessie Fleming
Jessie Alexandra Fleming (født 11. marts 1998) er en canadisk midtbanespiller, der i sommeren 2020 skiftede til den engelske storklub Chelsea F.C. Women, der spiller i Englands øverste kvindeliga FA Women's Super League. Hun blev hentet fra Universitetsklubben UCLA Bruins (NWSL), hvor hun ved siden af fodbolden studerede på universitetet.
Jessie Fleming blev i en tidlig alder en del af Canadas kvindefodboldlandshold, og gjorde allerede debut på landsholdet i en alder af 15 år og 278 dage. I 2019 var Fleming med til at spille canadierne i 1/8- finalerne ved VM i Frankrig, hvor de tabte 2-1 til Sveriges kvindefodboldlandshold som endte med en 3. plads.
I 2020, ved Sommer-OL 2020 i Tokyo, var hun også med til at vinde Canadas første OL-guldmedalje i kvindefodbold, efter finalesejr over Sverige.

## Hæder

### Klub og Landshold
Chelsea
- Women's FA Community Shield 2020 - Vinder (2-0, Manchester City W.F.C.)

Internationalt
- Sommer-OL 2016 - Bronze medalje
- Algarve Cup 2016 - Vinder
- Four Nations Tournament (women's football) - Vinder

### Individuelt
Colllege
- Hermann Trophy - finalist 2019
- Hermann Trophy - finalist 2017
- First-team All-American: 2017
- Third-team All-American: 2016

Internationalt
- CONCACAF Womens's U-17 Championship 2013 - Golden Ball
- CONCACAF Womens's U-17 Championship 2013 - Bedste XI
- Canadian U-17 Player of the Year 2014
- Canadian U-20 Player of the Year 2015, 2016, 2017
- CONCACAF 2017 - Bedste XI
- CONCACAF Women's Championship 2018 - Bedste XI

## Internationale mål
| Goal | Dato             | Lokation                       | Modstander           | Score | Resultat | Anledning                                              |
| ---- | ---------------- | ------------------------------ | -------------------- | ----- | -------- | ------------------------------------------------------ |
| 1.   | 4. marts 2015    | GSP Stadium                    | Skotland             | 1–0   | 2–0      | 2015 Cyprus Cup                                        |
| 2.   | 14. februar 2016 | BBVA Compass Stadium           | Trinidad og Tobago   | 6–0   | 6–0      | 2016 CONCACAF Women's Olympic Qualifying Championship  |
| 3.   | 20. juli 2016    | Stade Sébastien Charléty       | Kina                 | 1–0   | 1–0      | Venskabskamp                                           |
| 4.   | 8. juni 2017     | Investors Group Field          | Costa Rica           | 1–0   | 3–1      | Venskabskamp                                           |
| 5.   | 5. marts 2018    | Estádio Municipal de Albufeira | Sydkorea             | 2–0   | 3–0      | Algarve Cup 2018                                       |
| 6.   | 10. juni 2018    | Tim Hortons Field              | Tyskland             | 2–1   | 2–3      | Venskabskamp                                           |
| 7.   | 14. oktober 2018 | Toyota Stadium                 | Panama               | 3–0   | 7–0      | 2018 CONCACAF Women's Championsship Semi-finalen       |
| 8.   | 25. marts 2019   | DMO Field                      | Mexico               | 1–0   | 3–0      | Venskabskamp                                           |
| 9.   | 15. juni 2019    | Stade des Alpes                | New Zealand          | 1–0   | 2–0      | VM i fodbold for kvinder 2019 Gruppespillet            |
| 10.  | 29. januar 2020  | H-E-B Park                     | Saint Kitts og Nevis | 8–0   | 11–0     | 2020 CONCACAF Women's Olympic Qualifying Championsship |